# Ivanoe Bonomi
Ivanoe Bonomi (ur. 18 października 1873 w Mantui, zm. 20 kwietnia 1951 w Rzymie) – włoski polityk, dwukrotny premier Włoch, minister w różnych rządach, przewodniczący Senatu, lider włoskiego ruchu antyfaszystowskiego.

## Życiorys
Z wykształcenia prawnik, zajmował się zawodowo m.in. dziennikarstwem. Po raz pierwszy do Izby Deputowanych został wybrany w 1909 z ramienia Włoskiej Partii Socjalistycznej. Wkrótce został z niej usunięty, współtworzył wówczas umiarkowaną Włoską Socjalistyczną Partię Reformistyczną.
W okresie I wojny światowej służył jako ochotnik. W latach 1916–1917 był ministrem robót publicznych. W 1920 objął urząd ministra wojny, brał udział w negocjowaniu traktatu z Rapallo między Królestwem Włoch i Królestwem SHS. W 1921 został ministrem skarbu. Od lipca 1921 do lutego 1922 stał na czele włoskiego rządu, ustąpił wobec wzrastającej pozycji faszystów. Po dojściu Benita Mussoliniego do władzy wycofał się na kilkanaście lat z działalności publicznej.
Od 1940 działał w nielegalnym ruchu antyfaszystowskim, stał się wkrótce jego liderem. Brał udział w organizacji Demokratycznej Partii Pracy i Komitetu Wyzwolenia Narodowego. W czerwcu 1944 stanął na czele wielopartyjnego rządu tymczasowego, obejmując też funkcje ministra spraw wewnętrznych i p.o. ministra spraw zagranicznych. W grudniu tego samego roku utworzył nowy gabinet, w którym zatrzymał tekę ministra spraw wewnętrznych. Urząd premiera sprawował do czerwca 1945.
W 1946 został posłem do powołanej po II wojnie światowej konstytuanty (Assemblea Costituente della Repubblica Italiana), która działała do 1948. Uzyskał następnie mandat senatora I kadencji, wybrano go na przewodniczącego wyższej izby włoskiego parlamentu. Funkcję tę pełnił do czasu swojej śmierci.